# شاهین شیرازی
شاهین، شاعر یهودی ایرانی سده ۱۴ میلادی است. گرچه قسمت کوتاهی از اشعار یهودی-ایرانی در گنیزه قاهره یافت شد، شاهین اولین و بزرگ‌ترین شاعر یهودی-ایرانی که در قرن ۱۴ م شکوفا شده است، در نظر گرفته می‌شود. به احتمال زیاد، شاهین، تخلص این شاعر بوده و در جاهای مختلفی در اشعار نمایان است. نام واقعی و اطلاعات شخصی او نامعلوم است. پژوهشگران به‌طور خلاصه از روی آثار شاهین گفته‌اند که او شیرازی است، ولی مدارک داخلی نشان می‌دهد که فراتر از اینها است و اینکه او از شیراز یا مناطق جنوبی یا مرکزی ایران باشد، مورد تردید است. ممکن است او متعلق به خراسان بزرگ، احتمالاً شهر مرو باشد. شاهین، فردوسیِ ادبیات یهودی ایرانی به حساب می‌آید.
شمعون حاخام تمام آثار شاهین شیرازی را در اورشلیم چاپ کرده است.

## موسی‌نامه

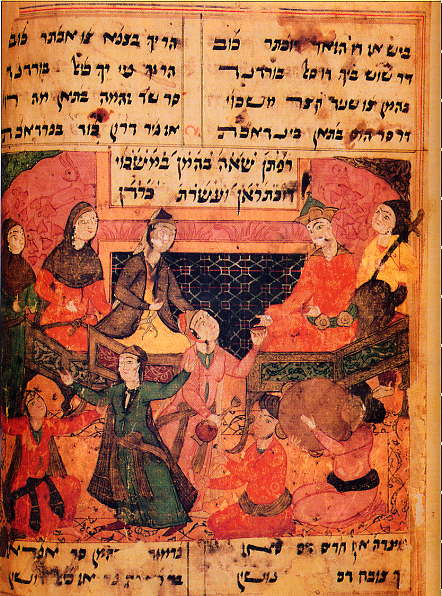
عکسی از کتاب موسی نامه، سروده شاهین شیرازی

اولین اثر شعری شاهین تفسیر چهار کتاب آخر افسار پنج‌گانه عهد عتیق (تورات) بود که دربارهٔ کردار موسی دربارهٔ کوکان اسرائیل بود، از این رو توسط شمعون حاخام بخارایی و ویلهلم باخر بوداپستی (کسی که به کارهای شاهین علاقه‌مند بود)، موسی‌نامه نام گذاشته شد. این کتاب توسط خود شاهین، «شرح تورات» نام‌گذاری شد. موسی‌نامه، شامل ۱۰ هزار بیت است که در ۱۳۲۷ میلادی جمع‌آوری شد.

## اردشیرنامه و عزرانامه
کار دوم شعری شاهین، تفسیر مگیلات استر (تفسیر کتاب استر) است که در بین پژوهشگران به نام اردشیرنامه شهرت دارد. اردشیر (حکومت ۴۶۵–۴۲۵ پ. م) بر طبق روایت شاهین، اخشورش است، گرچه بیشتر پژوهشگران اخشورش را خشایارشا (حکومت ۴۸۶–۴۶۵ پ. م) در نظر دارند که با استر ازدواج کرده است. اردشیرنامه شامل ۳ مجموعه مجزا ولی مرتبط با هم می‌شود:
1. کتاب استر.[۱]
2. عشق بین شیرویه، پسر وشتی و شاهزاده چینی، مهزاد.[۱]
3. روایت خلاصه‌ای از زندگی و کردار کوروش بزرگ، بیش از همه بر پایه کتاب استر، از اینرو که این بخش گاهی به نام عزرانامه شناخته می‌شود. اینجا شاهین دربارهٔ کوروش، پسر استر ملکه حرف می‌زند. اعتقادی که توسط برخی مورخین مسلمان مثل طبری هم روایت شده است.[۱]

توصیف طبیعت، شکار، و جنگ در این کتاب عالی است. اردشیر نامه حدود شش هزار بیت دارد و در ۱۳۳۳ میلادی جمع‌آوری شد.

## برشیت‌نامه
سومین کار شعری شاهین، منظومه‌سازی تفسیر اولین کتاب تورات - کتاب پیدایش- است که توسط شاعر به شرح تورات، سفر برشیت و توسط پژوهشگران به برشیت‌نامه نامیده شده است. بیشتر قسمت این کتاب روایت داستان یوسف و همسر پوتیفار است که به عنوان «یوسف و زولیخا» شناخته شده است. برشیت‌نامه استفاده گسترده‌ای از میدراش و مخصوصاً منابع اسلامی (قصص الانبیاء) کرده است. به عنوان آخرین کار شاعر، این کار نشاندهنده بلوغ فکری، فضل و دانش عالی و دانش عمیق زبان فارسی با تمام ابزارهای بلاغی‌اش است که حدوداً شامل ۱۰ هزار بیت می‌شود که در ۱۳۵۹ میلادی تکمیل شد.

## بخشی از سروده‌های شاهین شیرازی
| سخن در آفرینش کردم آغاز   |  | درون پرده این سان می‌زنم ساز   |
| یکی در وادی حکمت بپویم    |  | به قدر عقل خود رمزی بگویم     |
| چنین فرمود استاد سخن گوی  |  | کاربر بود او به چوگان خرد گوی |
| که پیش از آفرینش قادر پاک |  | که عرش را آفرید و چرخ و افلاک |

## موسیقی روی سروده‌های شاهین شیرازی
در سال ۲۰۲۲ ایمان حبیبی، آهنگساز ایرانی مقیم کانادا اثری به نام «شاهین نامه» روی سروده‌های شاهین شیرازی آفرید. این اثر برای نخستین بار با ارکستر متروپولیتن در مونترال و با تکخوانی سپیده رئیس السادات اجرا شد.